# Tadarida solomonis
Tadarida solomonis — вид кажанів родини молосових.

## Середовище проживання
Цей маловідомий вид є ендеміком Соломонових островів, де був зареєстрована на островах Шуазель і Санта-Ісабель.

## Стиль життя
Голотип був знайдений в печері, що відкриваються з скелі над океаном.